# 鈴商・スパッセ
スパッセ（Supasse）とは、日本の鈴商が製造・販売していたスポーツカーである。

## 概要
2004年、鈴商が正式に国土交通省から自動車メーカーとして認可され、同年より発売を開始したのがこのスパッセである。社長の鈴木敏夫の「スポーツカーを町中で走らせたい」という思いから開発が始まった。また、サーキットでの走行も視野にいれて開発されているため、公道のみならず、サーキットでも高いポテンシャルを発揮する。
車体をCADを用いてゼロから設計し、ほとんど国内製造もしくは国産の部品が使用されている。また、部品の一部を自社開発しており、特にスパッセ用に新開発したサスペンションは、商品化まで4年を費やしたという。
スタイリングはスーパーセブン系のフルオープン2シーターのスポーツカーで、車体に前後8点式ロールバーとトラス鋼管を採用し、車体剛性と安全性を高めている。ボディには錆びにくいステンレス・アルミ・FRPを主に使用し、長く使えるよう考慮されている。
エンジンは日産・シルビアなどに搭載されていた2.0 L 直列4気筒DOHCのSR20DE型エンジンを流用し、5速マニュアルトランスミッション（MT）もシルビアのそれを使っている。最高出力は118 kW（160 ps）/6,400 rpm 、最大トルクは188 N・m（19.2 kg・m）/4,800rpm。このパワートレインのスパッセへの搭載にあたり、最低地上高を確保するため、エンジンのオイルパンが極端に薄いものに代えられており、エンジンオイルの総量が減っている。
ラインナップは基本グレードと上級グレード「C」の2種で構成されている。また、オプションで、220 ps エンジンや6速MTの搭載、フォーミュラカー用メーターとデータロガーシステムの装備も可能。
販売元の鈴商が2011年7月をもって休業中のため，現在は生産されていない．

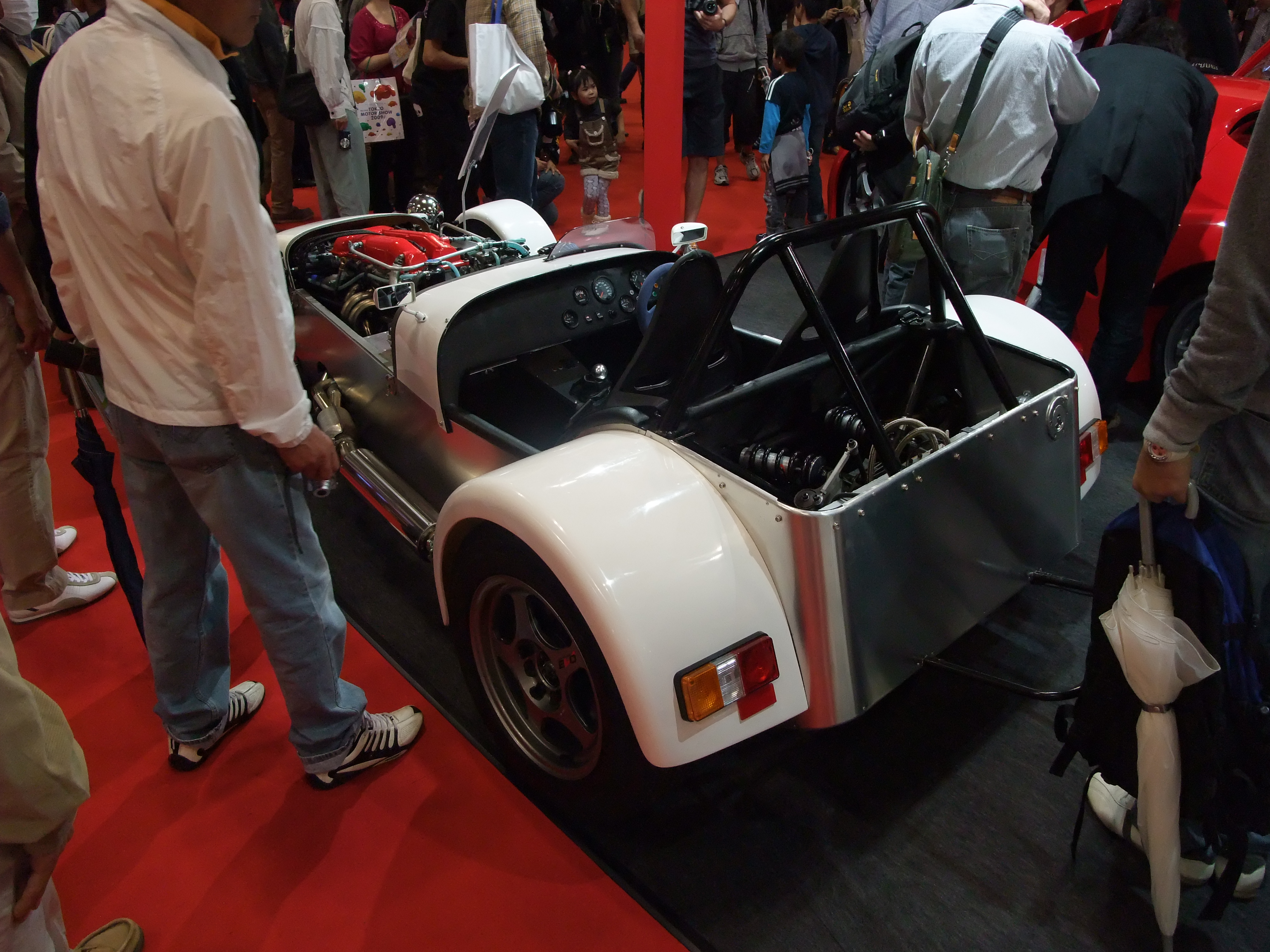
リア
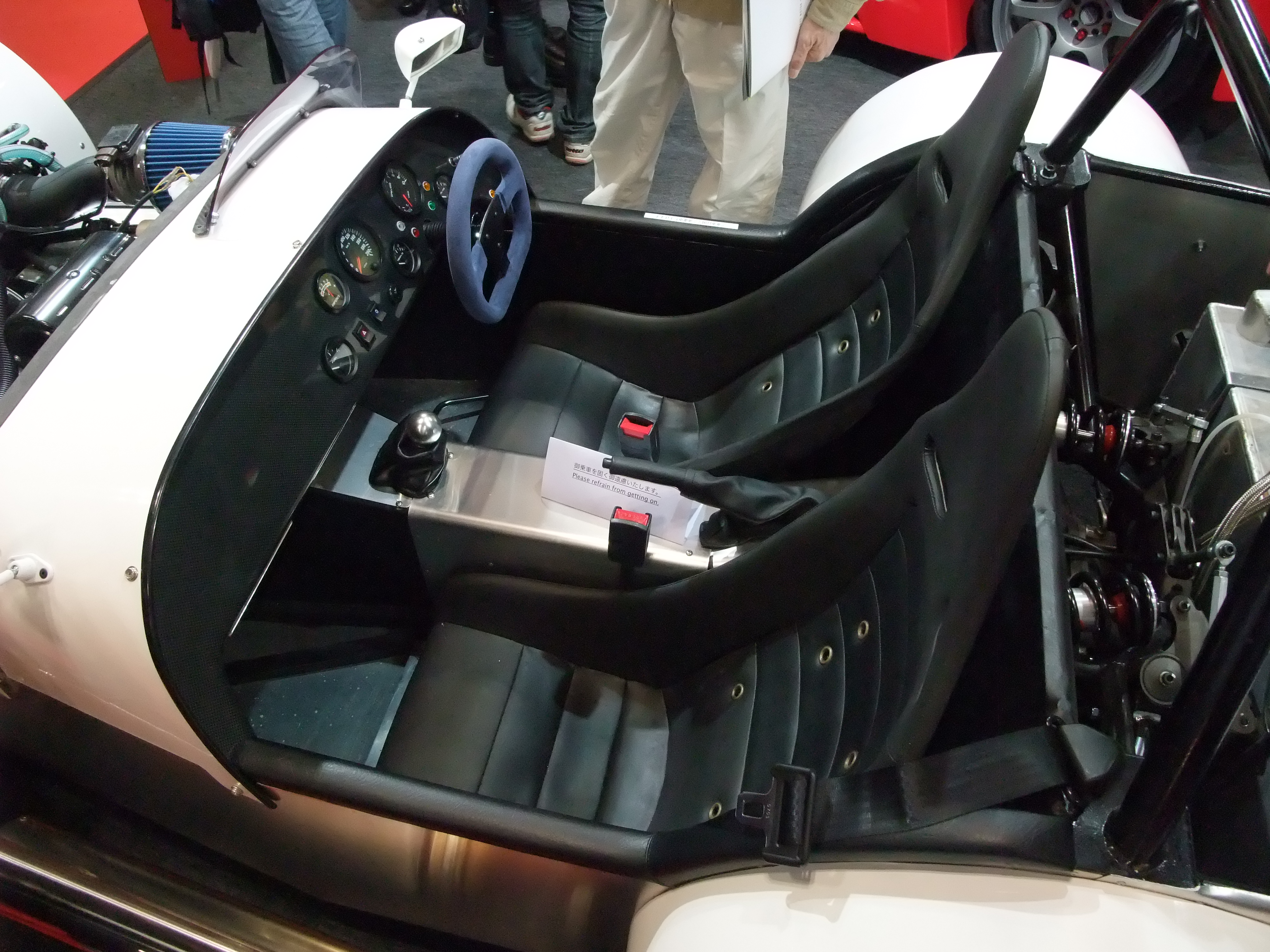
コックピット
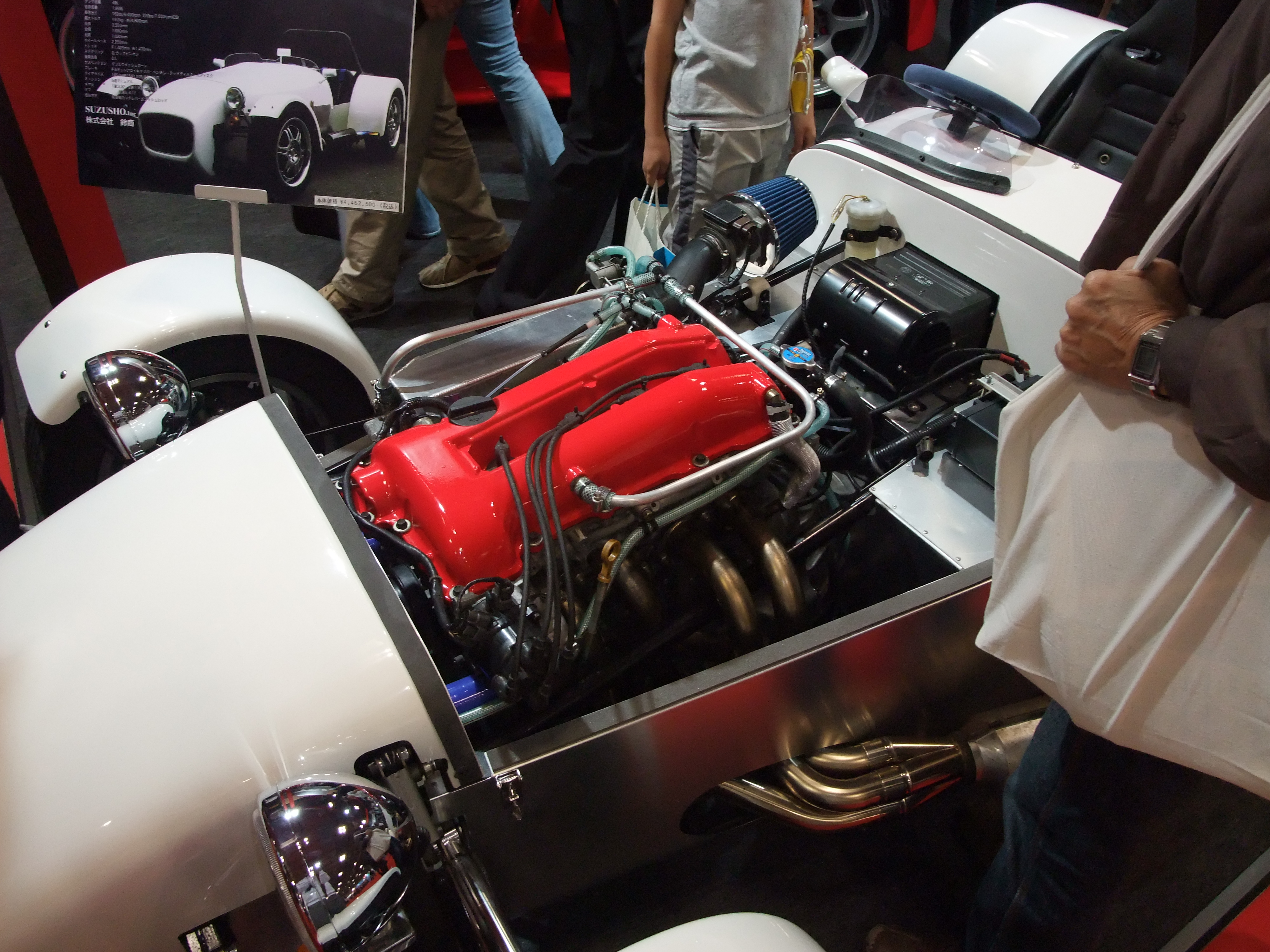
エンジンルーム